# Brug 2037
Brug 2037 is een vaste brug in Amsterdam-Oost, IJburg.
Ze is gelegen in de Jan Olphert Vaillantlaan en voert vanaf het Steigereiland over het IJmeer naar de Diemerzeedijk op het “vasteland” (er liggen hier veel plassen en binnenwateren). De moderne brug is niet geschikt gemaakt voor zwaar vervoer (zwaarder dan 30 ton) en kreeg daarom in 2016 (elf jaren na oplevering) alsnog een verkeersbord om dat aan te geven.
De gemeente besteedde de ontwerpen voor bruggen op en naar IJburg destijds uit aan diverse architectenbureaus. Zij kregen elk de opdracht mee met een bruggenfamilie te komen. Architect Jan Benthem van Benthem Crouwel Architekten kwam met een serie bruggen, die bekend werd onder de naam Buitenwater. De bruggen 2004, 2011, 2012, 2014, 2030, 2037, 2048, 2051 en 2125 behoren tot die familie.
De brug, een stalen vakwerkbrug met betonnen rijdek steunt op vijf open jukken/pijlers. De balustrades staan enigszins hellend naar binnen.
De brug kreeg de officieuze bijnaam de Hein de Haanbrug, een vernoeming naar architect Hein de Haan, die het gebouw Vrijburcht ontwierp, dat aan de noordkant van brug staat.

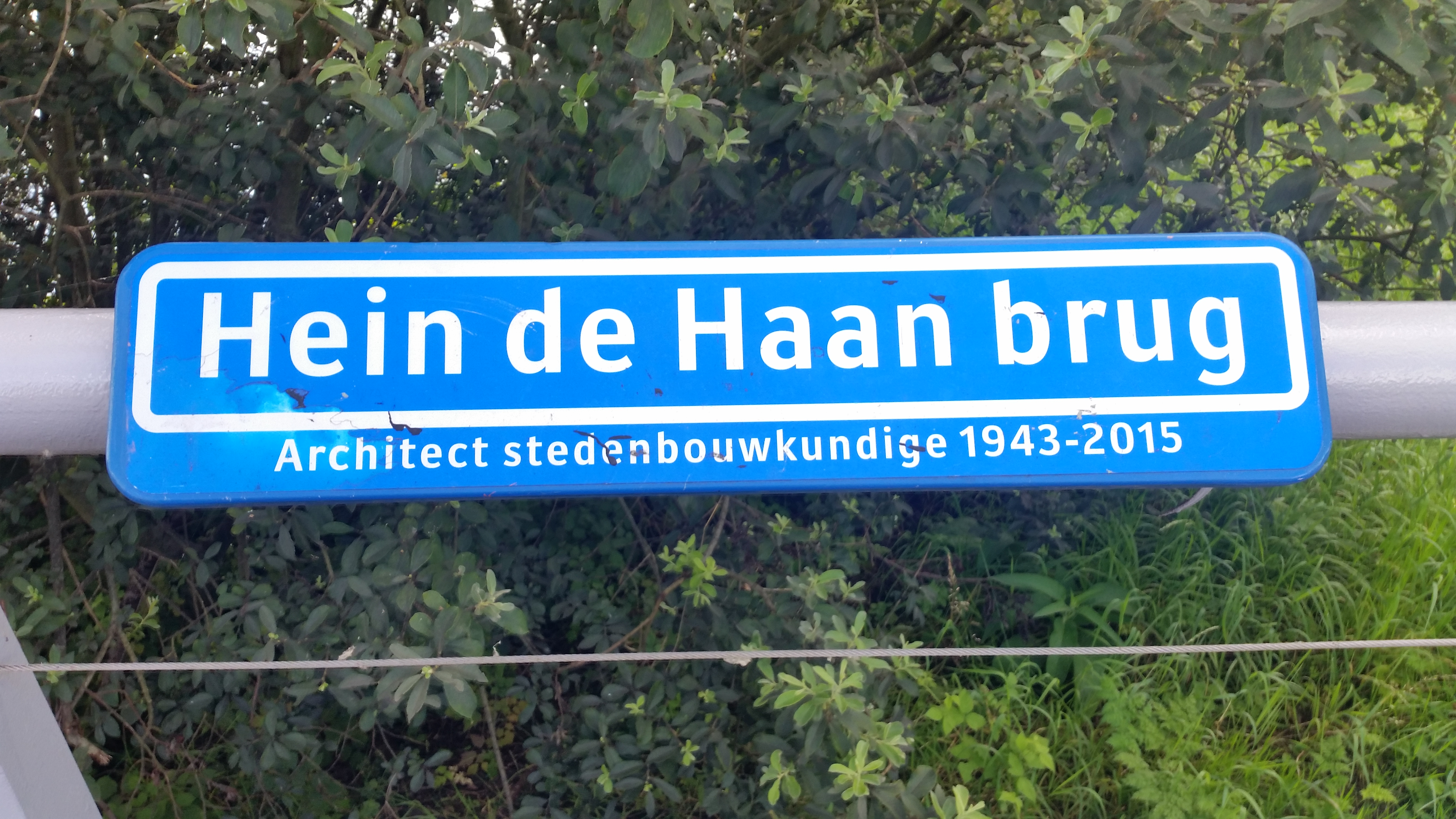
Naamplaat (juli 2020)

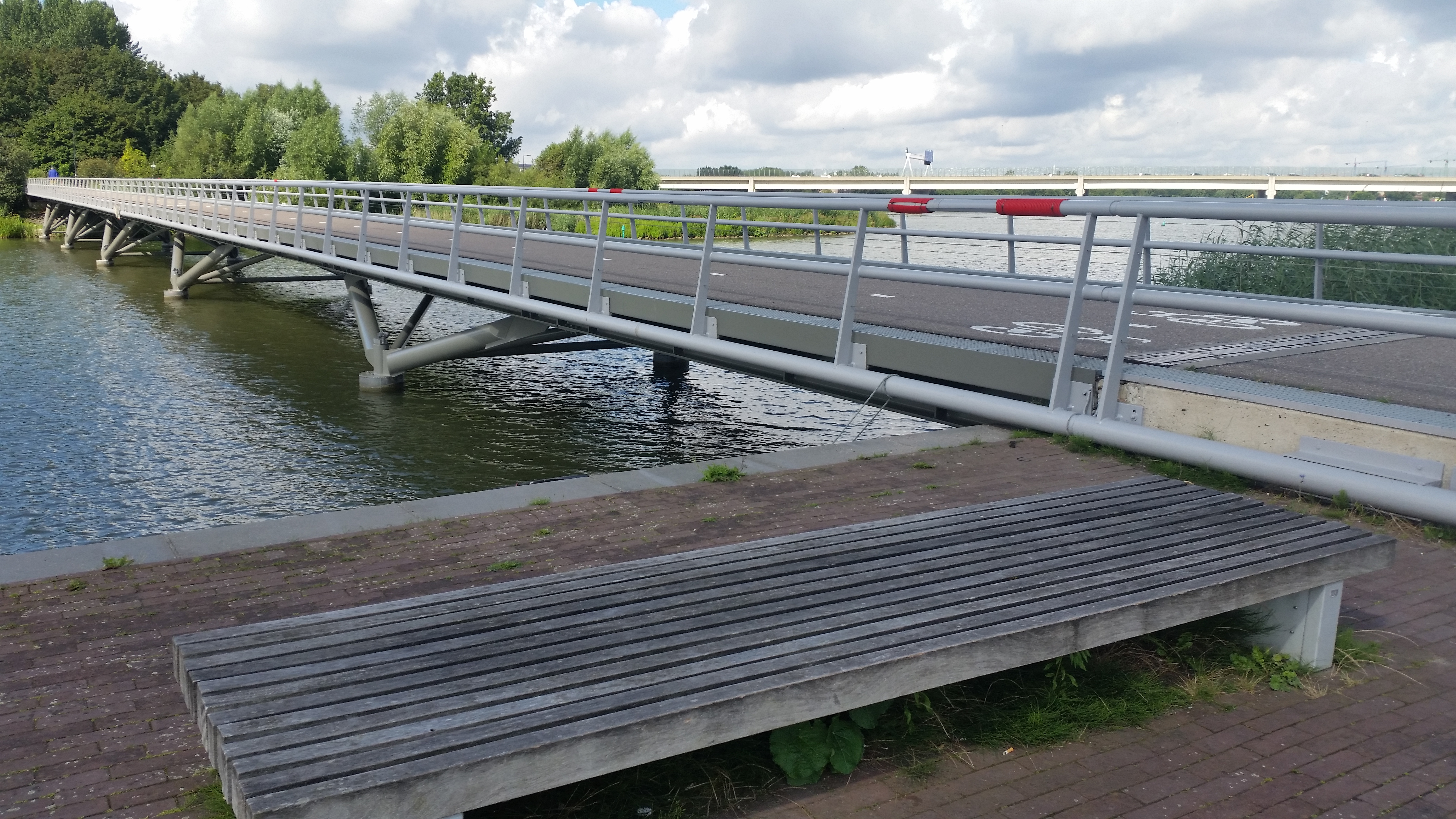
Zijaanzicht van brug 2037 met boven de reling de Zeeburgerbrug (juli 2020)

<<< · 2000 · 2001 · 2002 · 2003 · 2004 · 2005 · 2006 · 2007 · 2008 · 2009 · 2010 · 2011 · 2012 · 2013 · 2014 · 2015 · 2016 · 2017 · 2018 · 2019 · 2020 · 2021 · 2022 · 2023 · 2025 · 2026 · 2027 · 2028 · 2029 · 2030 · 2031 · 2032 · 2033 · 2034 · 2035 · 2036 · 2037 · 2038 · 2039 · 2040 · 2041 · 2042 · 2043 · 2044 · 2045 · 2046 · 2047 · 2048 · 2050 · 2051 · 2054 · 2060 · 2080 · 2085 · 2086 · 2087 · 2088 · 2089 · 2090 · 2091 · 2092 · 2093 · 2094 · 2095 · 2096 · 2097 · 2098 · 2099
De overige brugnummers waren in januari 2022 (nog) niet bekend; de Uyllanderbrug ligt officieel in Diemen, maar heeft de Amsterdamse nummering 2007.